# Ensign (États-Unis)
Pour les articles homonymes, voir Ensign.
Ensign (États-Unis) est un grade d'officier militaire dans l'United States Navy, l'United States Coast Guard, l'United States Public Health Service Commissioned Corps, et le National Oceanic and Atmospheric Administration Commissioned Officer Corps, avec un pay grade (en) de O-1. Il est équivalent au grade d'enseigne de vaisseau de 2e classe dans la Marine française.

## Source
- (en) Cet article est partiellement ou en totalité issu de l’article de Wikipédia en anglais intitulé « Ensign (rank) » (voir la liste des auteurs).